# Fernando Peña
Fernando de la Peña y Olivas (* 22. srpna 1959 Madrid, Španělsko) je bývalý španělský sportovní šermíř, který se specializoval na šerm kordem. Španělsko reprezentoval v osmdesátých a na začátku devadesátých let. Na olympijských hrách startoval v roce 1988 a 1992 bez výrazného výsledku v soutěži jednotlivců i družstev. V roce 1993 vybojoval třetí místo na mistra světa v soutěži jednotlivců.